# Länsarkitekt
Länsarkitekt är i Sverige en vid länsstyrelse anställd arkitekt med ansvar för fysisk planering, hushållning med naturresurser och bostadsförsörjning. I samarbete med kommunerna övervakar länsarkitekten tillämpningen av plan- och bygglagen i länet.
I Sverige tillsattes de första länsarkitekterna 1920, men denna organisation i vilken länsarkitektkontoren var underställda Byggnadsstyrelsen, blev fullt utbyggd först 1936. År 1967 underställdes länsarkitekterna Statens planverk och 1971 överfördes de till länsstyrelserna.
I Finland är en länsarkitekt en fackutbildad tjänsteman med uppgift att under länsstyrelsen utöva viss uppsikt över byggnads- och stadsplaneväsendet inom ett eller flera län.
I Storfurstendömet Finland hade den ryske kejsaren Nikolaj I redan 1848 anbefallt att en länsarkitekt (finska: lääninarkkitehti) skulle anställas i varje län och till biträde förordnas åt envar en länskonduktör (finska: lääninkonduktööri), men rekryteringen gick trögt och ännu 1850 var fyra av dessa arkitekttjänster och  alla länskonduktörtjänster vakanta.